# Vanoverberghia
Vanoverberghia é um género botânico pertencente à família Zingiberaceae.